# Nargiza Bolatova
Nargiza Bolatova (25 agosto 2003) è una nuotatrice artistica kazaka.

## Palmarès
- Mondiali

Doha 2024: oro nel duo misto tecnico

### Coppa del Mondo
- 11 podi:
  - 2 vittorie (1 nel duo e 1 nella gara a squadre)
  - 5 secondi posti (4 nel duo e 1 nella gara a squadre)
  - 4 terzi posti (1 nel duo e 3 nella gara a squadre)

#### Coppa del mondo - vittorie
| Data          | Luogo   | Paese   | Disciplina     |
| ------------- | ------- | ------- | -------------- |
| 7 aprile 2024 | Pechino | Cina    | Team acro      |
| 4 maggio 2024 | Parigi  | Francia | Duo tecnico Mx |